# Hodod
Hodod (ungarisch Hadad [hɒdɒd], deutsch Kriegsdorf) ist eine Gemeinde im Kreis Satu Mare in Rumänien.
Die Gemeinde Hodod besteht aus vier Dörfern:
| Rumänisch (Endonym)  | Ungarisch (Exonym) | Deutsch (Exonym)             |
| -------------------- | ------------------ | ---------------------------- |
| Hodod                | Hadad              | Kriegsdorf                   |
| Giurtelecu Hododului | Hadadgyőrtelek     | Wüst Jörgen, Georgius        |
| Nadişu Hododului     | Hadadnádasd        | Ungarisch Rohrdorf, Rohrfeld |
| Lelei                | Lele               | Lellen                       |

## Geographie

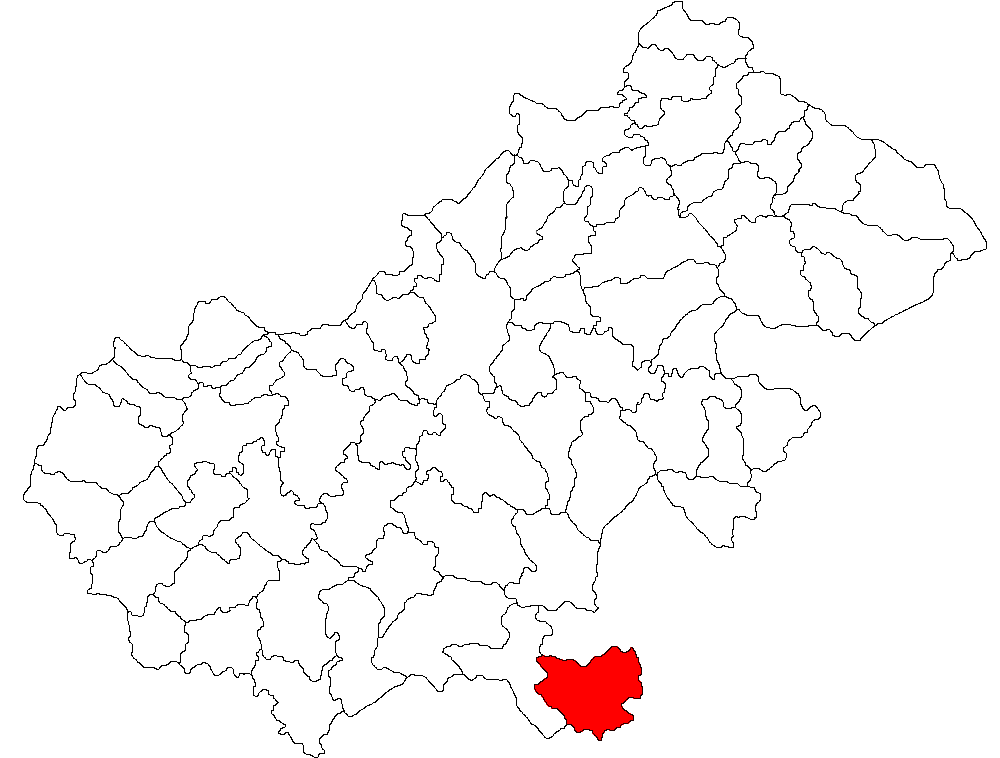
Lage der Gemeinde Hodod im Kreis Satu Mare

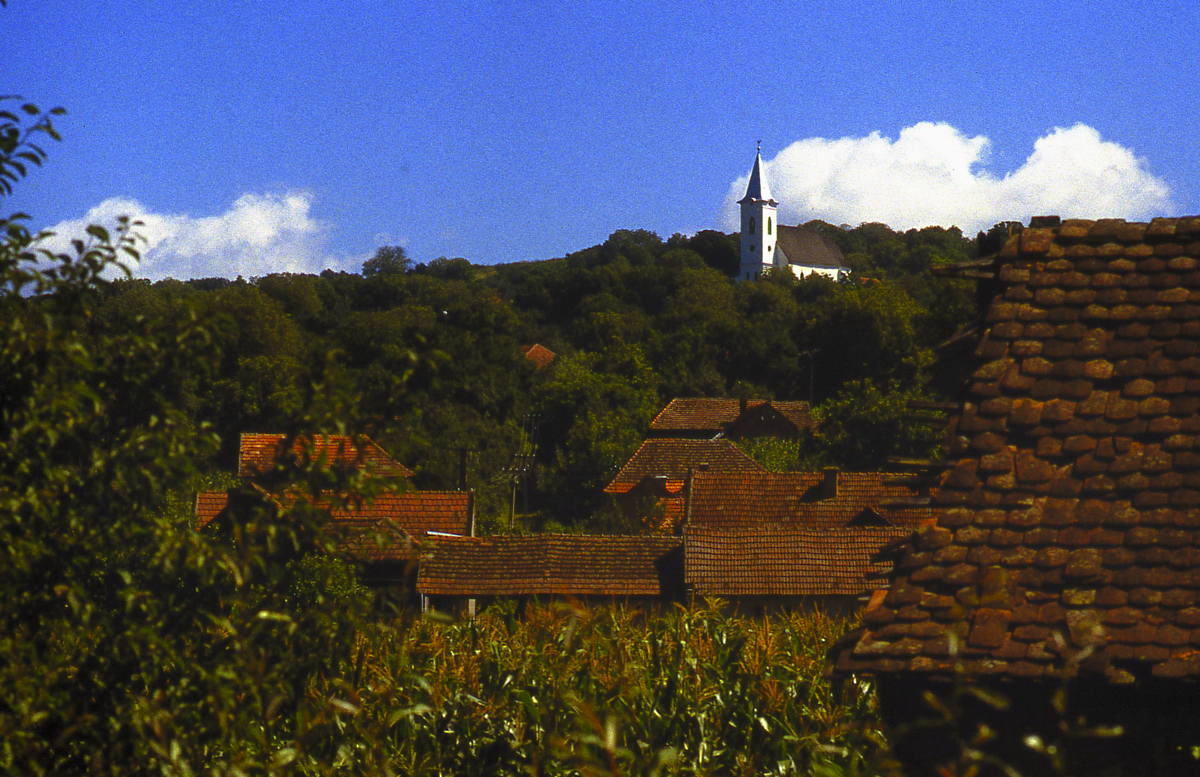
Hodod, Ungarische Reformierte Kirche

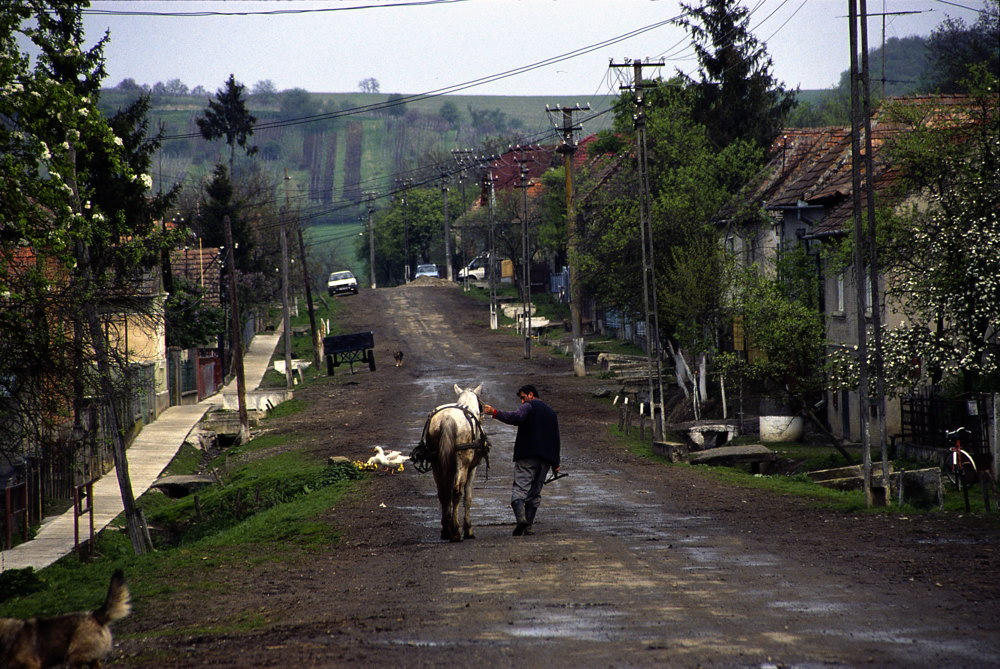
Nadișu

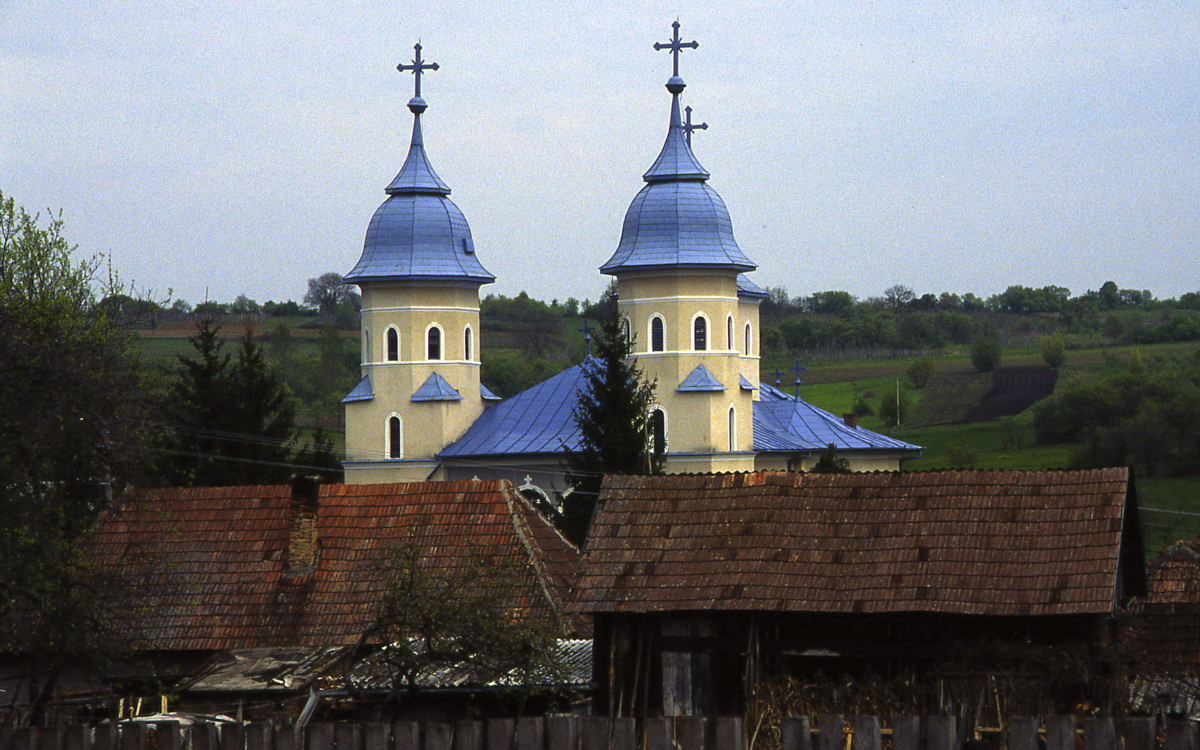
Giurtelecu Hododului, Rumänisch-Orthodoxe Kirche

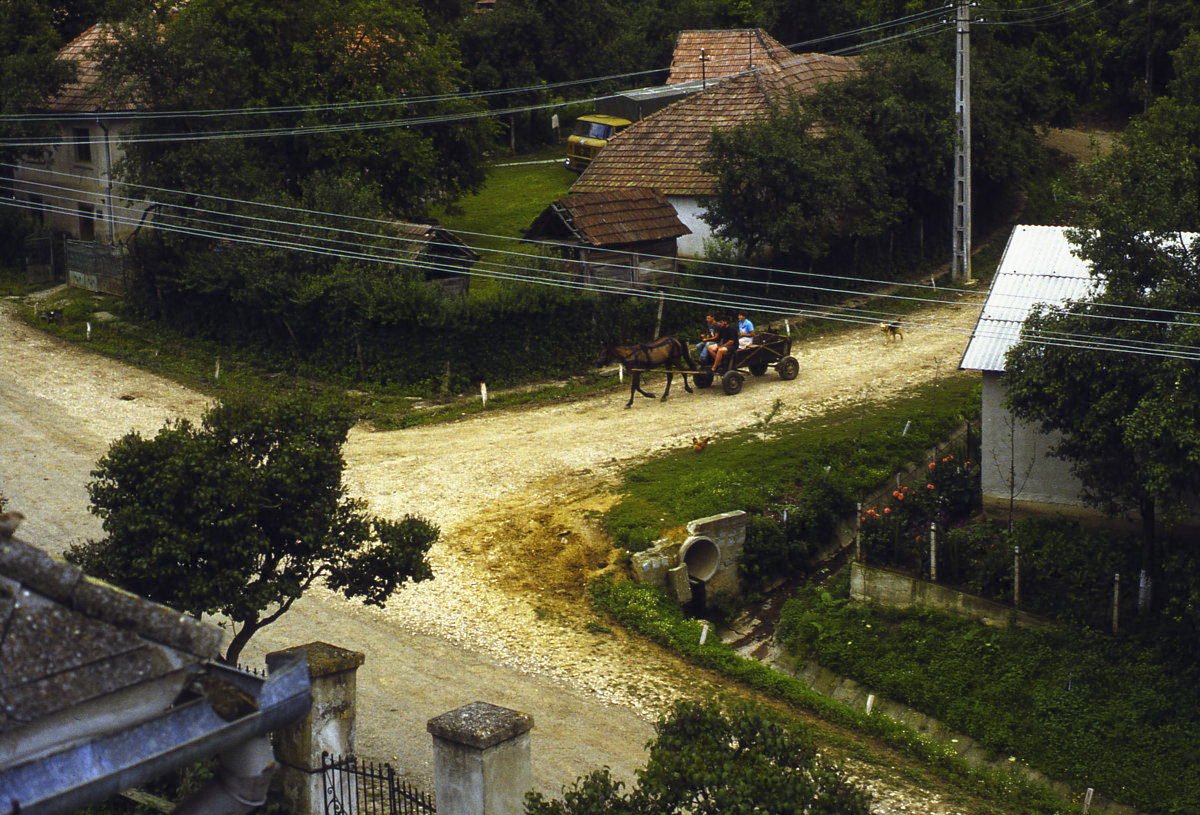
Lelei

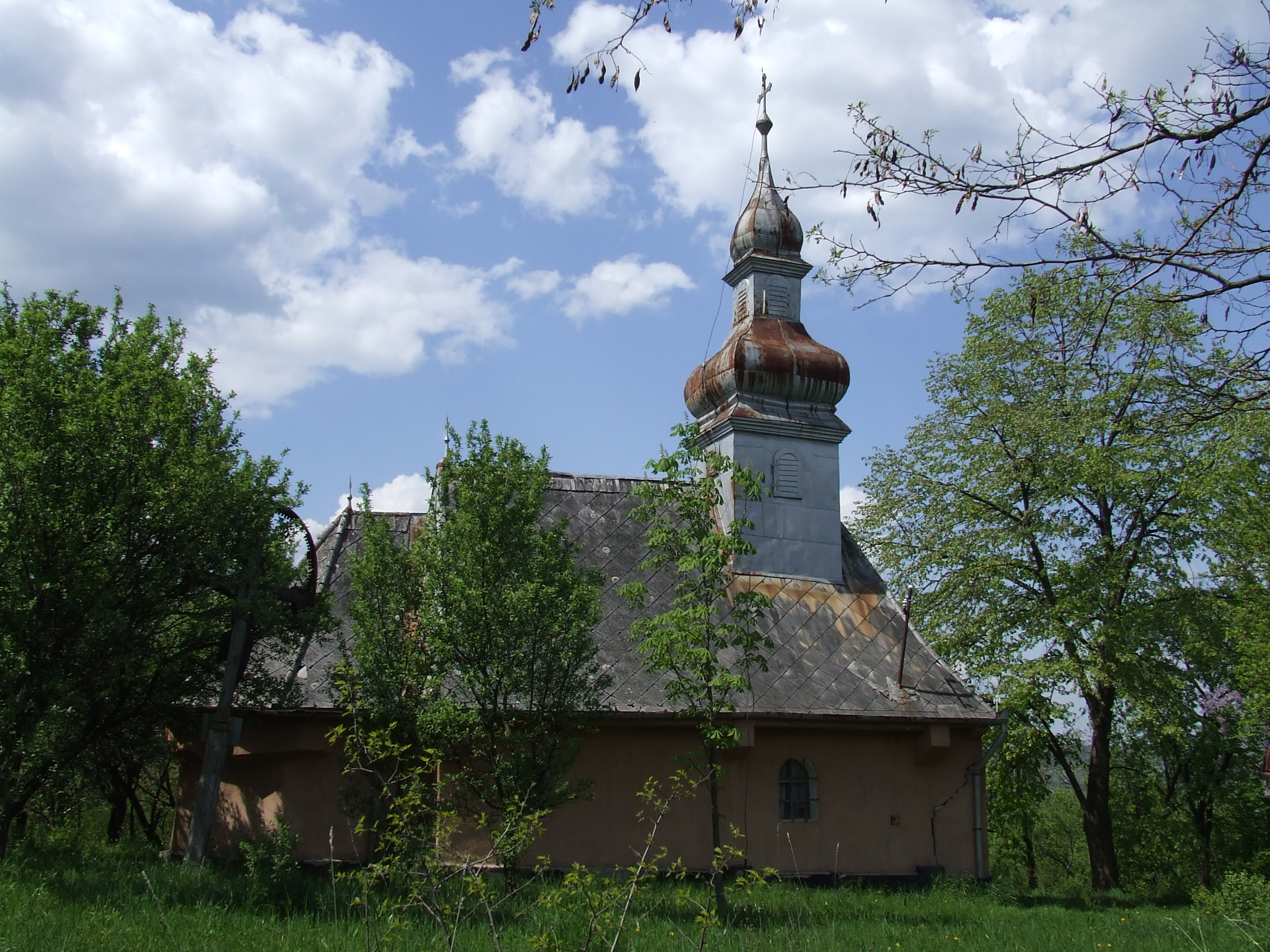
Lelei, Holzkirche

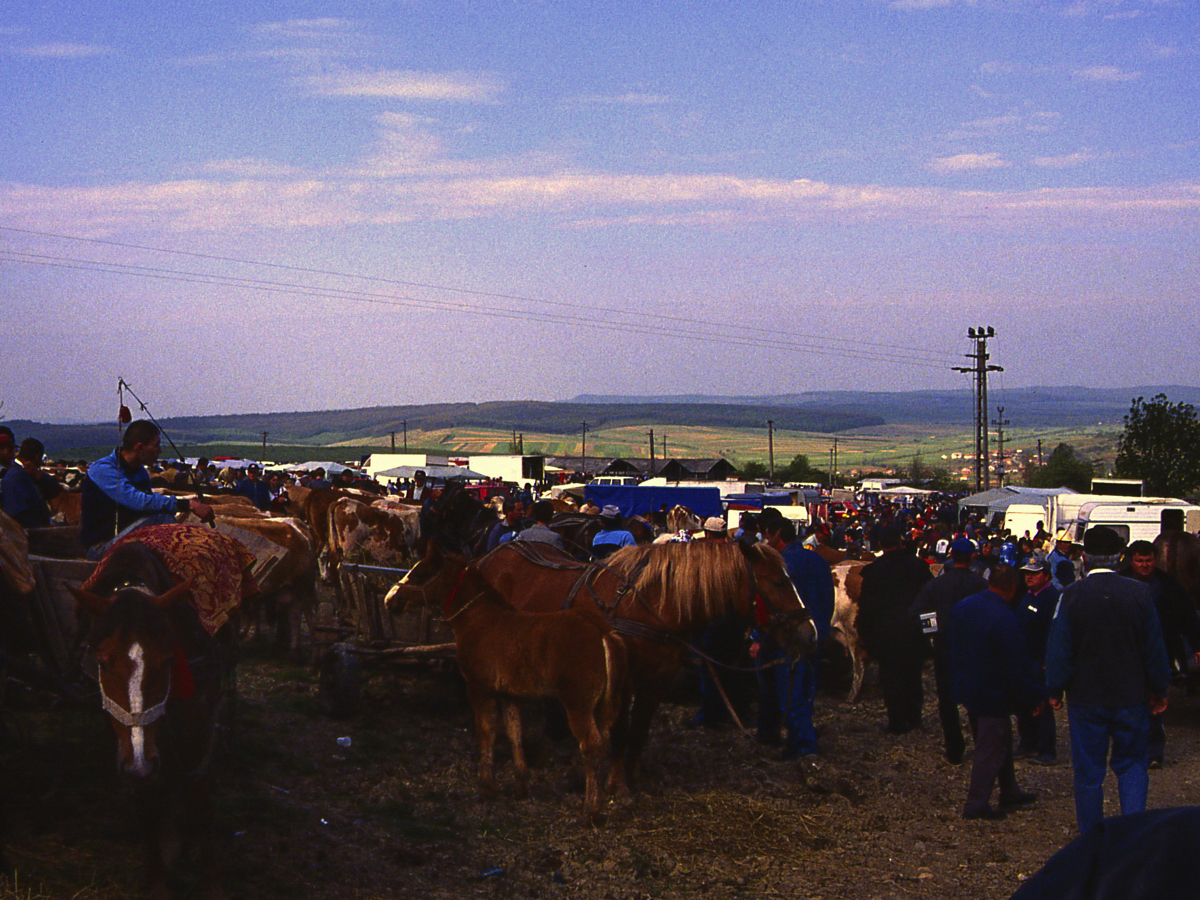
Hodod, Markt

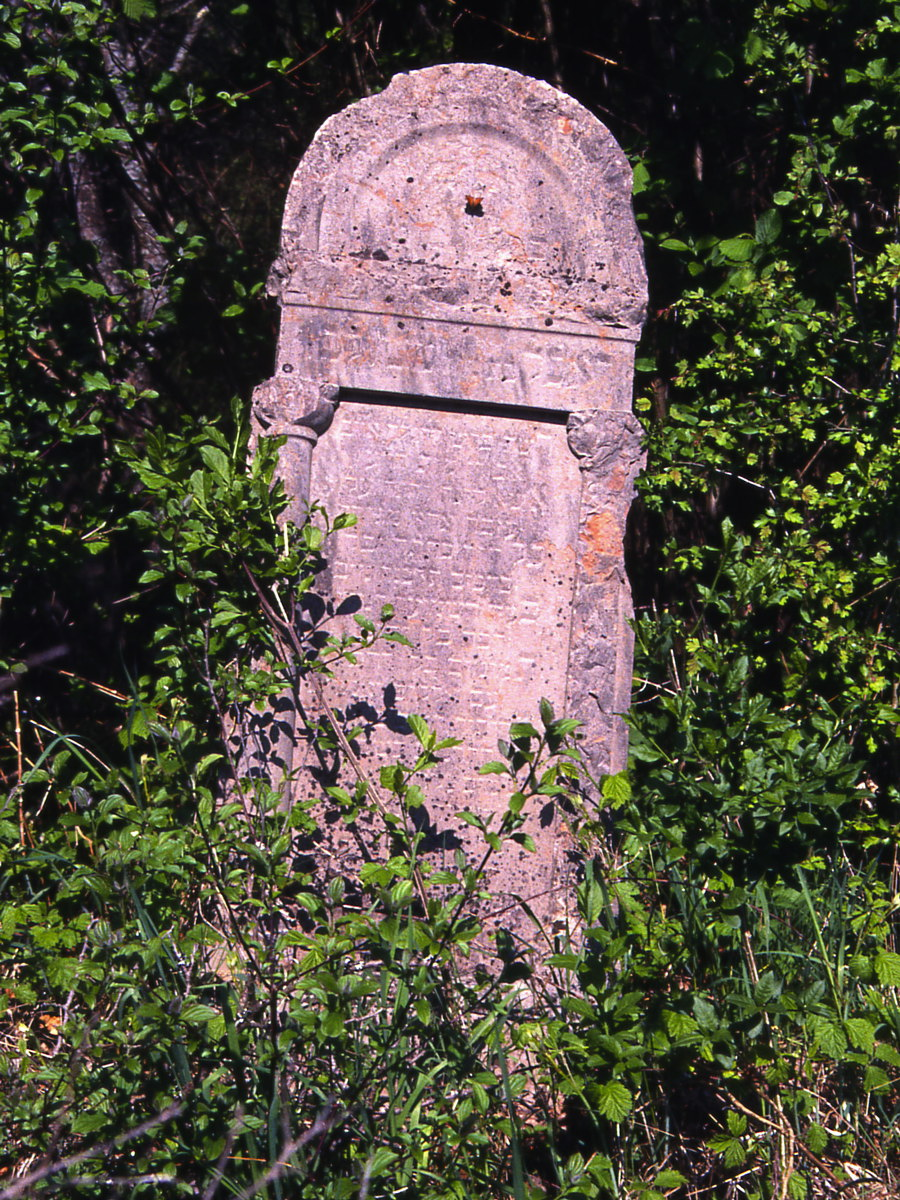
Hodod, Jüdischer Friedhof

Die Gemeinde Hodod in den Hügeln von Codru gelegen, befindet sich im äußersten Südosten des Kreises Satu Mare und grenzt im Westen an die Gemeinde Bogdand, im Norden an den Kreis Maramureș und im Osten und Süden an den Kreis Sălaj.
Der Ort Hodod, an der Kreisstraße (Drum județean) DJ 196 gelegen, befindet sich etwa 10 Kilometer westlich von der Kleinstadt Cehu Silvaniei im Kr. Sălaj; die Kreishauptstadt Satu Mare befindet sich ca. 70 Kilometer nördlich von Hodod entfernt.

## Geschichte der Siedlung Kriegsdorf
Die deutsche Siedlung Kriegsdorf in Hadad blickt auf eine 270-jährige Geschichte zurück. Sie entstand nicht als neue Gemeinde, sondern als Teil einer bereits aus dem Mittelalter bekannten Ortschaft, die schon 1368 als Burg Adod (Hadad) belegt ist.
Am 4. Februar 1750 hält der Freiherr Franz Wesselényi als Obergespan des Komitats Mittel-Szolnok in seiner Burg in Hadad eine Komitats Versammlung ab, bei der auch Freiherr Wolfgang Banffy von Trestenburg (Tasnad) teilnimmt. Es wird der Beschluss gefasst, deutsche, evangelische Familien auf den Gütern anzusiedeln. Die Siedler sollten die ersten fünf Jahre von Steuern befreit sein. Wesselényi wendet sich dazu an die Markgrafschaft Baden-Durlach. 1750 bis 1751 lassen sich die ersten Siedler nieder, weitere kommen später durch Umsiedlung oder Heirat aus Mühlbach, Iklad, Tasnad hinzu. Die Herkunftsorte liegen im Markgräfler-Land (Grenzach, Brombach, Langenau, Gersbach, Ihringen), und in Österreich (Steiermark, Kärnten).
Nach dem Ende des Zweiten Weltkrieges und der rumänischen Revolution 1989, haben die meisten Deutschen die Ortschaft verlassen und leben heute überwiegend in Deutschland, Österreich und Kanada.
2009 wurde die Heimatortsgemeinschaft der ehemaligen Kriegsdorfer gegründet. Die HOG Kriegsdorf e. V. versteht sich als eine eigenständige Gemeinschaft, die die Wahrung und Förderung des Heimatgedankens und des Zusammengehörigkeitsgefühls aller Kriegsdorfer unabhängig von Glauben, Herkunft oder Nationalität, verfolgt.

## Demografie

### Ethnische Gruppen in der Gesamtgemeinde (Volkszählung 2002)
- Magyaren: 2166 (67,70 %)
- Rumänen: 907 (28,35 %)
- Roma: 79 (2,46 %)
- Deutsche: 46 (1,43 %)[6]

Im Dorf Hodod wohnen 912 Menschen, darunter 717 Ungarn, 78 Roma, 72 Rumänen und 44 Deutsche.

### Volkszählungen in Hadad
Die Statistiken der Volkszählungen für Hadad ergaben seit 1941 folgende völkische Zusammensetzungen:
| Jahr  | Gesamt- bevölkerung | Rumänen | Ungarn | Deutsche | Andere | Juden | Roma |
| ----- | ------------------- | ------- | ------ | -------- | ------ | ----- | ---- |
| 1941  | 2128                | 114     | 1185   | 648      | 181    | 98    | 77   |
| 1956¹ | 5878                | 1926    | 3463   | 451      | 38     | 5     | 32   |
| 1966  | 1688                | 117     | 1199   | 371      | 1      |       |      |
| 1977  | 1527                | 120     | 1041   | 342      | 24     |       | 22   |
| 1992  | 1026                | 70      | 867    | 48       | 41     |       | 41   |
| 2002  | 912                 | 64      | 723    | 46       | 79     |       | 78   |
| 2021  | 2914                | 634     | 2032   | 4        | 122    | -     | 122  |

¹ Bei der Volkszählung 1956 wurden die zu Hadad gehörenden Gemeinden (Giurtelecu Hododului, Lelei und Nadisul-Hododului) mitberücksichtigt. Da aber in diesen Gemeinden all die Jahre keine Deutschen waren, erscheint die Anzahl der Deutschen für Hadad (451) realistisch

### Statistik nach Religionen
| Jahr | Ges. | Orth. | Gr. K. | R.K. | Refor. | Evang. | Unit. | Israel. | A.Ges. | Bapt. | Pfing. |
| ---- | ---- | ----- | ------ | ---- | ------ | ------ | ----- | ------- | ------ | ----- | ------ |
| 1930 | 2077 | 3     | 143    | 17   | 1146   | 561    |       | 102     | 105    | 103   |        |
| 1941 | 2128 | 2     | 132    | 35   | 1164   | 513    |       | 100     | 182    | 182   |        |
| 1992 | 1026 | 51    | 9      | 47   | 771    | 3+1*   | 2     |         | 142    | 78    | 45     |
| 2002 | 912  | 56    | 4      | 13   | 692    | 1+14*  | 1     |         | 131    | 68    | 55     |

Legende: Ges. = Gesamt, Orth. = Orthodoxen, Gr. K. = Griechisch Katholisch, R.K. = Römisch Katholisch, Refor. = Reformierte, Evang. = Evangelisch, Unit. = Unitarius, Israel. = Israeliten, A.Ges. = Andere Gesamt, Bapt. = Baptisten, Pfing. = Pfingstler
Quelle: * (für die Redaktion nicht nachvollziehbar)

### Einwohner pro Dorf (Volkszählung 2021)
(Quelle: )
- Giurtelecu Hododului: 604
- Hodod: 888
- Lelei: 553
- Nadișu Hododului: 869

### Religion (Volkszählung 2002)
Im Jahr 2002 war die religiöse Zusammensetzung der Gemeinde wie folgt:
- Reformierte: 60,26 %
- Orthodoxe: 27,57 %
- Baptisten: 7,87 %
- Pfingstler: 1,71 %
- Katholiken: 0,84 %
- Siebenten-Tags-Adventisten: 0,56 %

### Sprache
Die Amtssprache ist Rumänisch. In Hodod, Nadișu Hododului und Lelei wird überwiegend Ungarisch gesprochen. In Giurtelecu Hododului spricht man vor allem Rumänisch.
Die Roma sprechen Romani (Sprache der Sinti und Roma). Eine kleine Minderheit spricht Deutsch. Der örtliche deutsche Dialekt war oder ist aus dem Raum Rastatt.
In Dörfern mit überwiegend ungarischer Bevölkerung ist es üblich, die ungarischen Ortsnamen zu verwenden (Hadad Hadadgyőrtelek, Hadadnádasd, Lele).

## Politik
Der Rat der Gemeinde Hodod besteht aus 11 Ratsmitglieder und bei den Kommunalwahlen 2024 wurde erneut Francisc Balog (UDMR) zum Bürgermeister der Gemeinde gewählt.
| Kommunalwahlen vom Juni 2024                                                             |                           |
| Partei                                                                                   | Anzahl der Ratsmitglieder |
| Demokratische Union der Ungarn in Rumänien Uniunea Democrată Maghiară din România (UDMR) | 8                         |
| Sozialdemokratische Partei Partidul Social Democrat (PSD)                                | 2                         |
| Nationale Liberale Partei Partidul Național Liberal (PNL)                                | 1                         |

## Bildung
In Hodod gibt es eine Grundschule mit Niederlassungen in den Dörfern Nadișu, Giurtelecu und Lelei.

## Wirtschaft

### Landwirtschaft
Die Ökonomie der Gemeinde beruht hauptsächlich auf den Ackerbau, die Viehzucht und der Imkerei.

### Markt
In Hodod findet an jedem ersten Montag im Monat ein großer Markt statt.

## Geboren in Hodod
- Mariska Ady (1888–1977), war Schriftstellerin und Dichterin; Nichte von Endre Ady
- Béla Kun (1886–1938), in Lelei geboren, war ungarischer Politiker
- Virgil Măgureanu (* 1941), in Giurtelecu Hododului geboren, war von 1990 bis 1997 Leiter des Rumänischen Informationsdienstes.[11]